# Mrzli Log
Mrzli Log je naselje v Občini Idrija.